# Roland Lamah
Roland Condé Lamah (Abiyán, Costa de Marfil, 31 de diciembre de 1987) es un futbolista belga. Juega de centrocampista.

## Trayectoria
Nacido en Costa de Marfil, de padre guineanos y madre marfileña.
El 19 de agosto de 2008, Lamah fue traspasado del R.S.C. Anderlecht al Le Mans UC por 2.760.000 libras, habiendo jugado previamente la temporada 2007/2008 en el Roda JC, cedido por el R.S.C. Anderlecht.
En agosto de 2011 el interior izquierdo belga-marfileño actuará hasta junio de 2014 en Osasuna, el club navarro llegó a un acuerdo con Le Mans para la contratación del futbolista. El precio de la operación, cerca de un millón de euros.
En enero de 2013, tras no contar con excesivo protagonismo para José Luis Mendilibar (15 partidos (7 como titular) y 2 goles en la máxima división), los dirigentes de Osasuna oficializaron un acuerdo para la cesión hasta junio de 2014 del medio ofensivo al Swansea City Association Football Club. Quedando fijada una opción de compra obligatoria para el club galés en el caso de que el jugador belga dispute el 50% de los partidos de la Premier League durante el año y medio de vigencia del pacto.
Tras finalizar el periodo de cesión en el Swansea City Association Football Club, el futbolista de origen marfileño se convirtió en un jugador libre y el 9 de septiembre de 2014 firmó un nuevo contrato con el Ferencváros de la liga húngara. Actualmente fichó para FC Dallas de la MLS de Estados Unidos.

## Selección nacional
Lamah formó parte de la selección sub-19 de Bélgica en el Campeonato Europeo de Fútbol 2006 UEFA sub-19, celebrado en Polonia, y jugó cinco partidos con la selección absoluta belga en 2009.

## Clubes
| Club                    | País           | Año       |
| ----------------------- | -------------- | --------- |
| Visé                    | Bélgica        | 2003-2005 |
| Anderlecht (Préstamo)   | Bélgica        | 2004-2005 |
| Anderlecht              | Bélgica        | 2005-2008 |
| Roda (Préstamo)         | Países Bajos   | 2007-2008 |
| Le Mans                 | Francia        | 2008-2011 |
| Osasuna                 | España         | 2011-2014 |
| Swansea City (Préstamo) | Gales          | 2013-2014 |
| Ferencváros             | Hungría        | 2014-2016 |
| FC Dallas               | Estados Unidos | 2017-2018 |
| FC Cincinnati           | Estados Unidos | 2019      |